# 이주형 (바둑 기사)
이주형(李柱衡, 1992년 1월 1일 ~ )은 대한민국의 바둑 기사이다.

## 약력
부산 출신으로 7세 때 바둑에 입문하여 초등 4학년 때 부산·울산 어린이바둑대회에서 우승한 것을 계기로 서울 허장회 바둑도장 문하생으로 들어가 한종진 사범에게 바둑을 배웠다. 2004년부터 2011년까지 한국기원 연구생으로 활동했다. 이후 2017년 2월, 제139회 일반입단대회를 통해 입단했다. 같은 해 제3회 몽백합배 세계 바둑 오픈전 예선에서 천웨이팅에게 승리했지만 마이차오에게 져서 탈락했다. 2018년 제3회 미래의 별 신예최강전 본선 8강에 진출했다. 2019년 7월, 2단으로 승단했다.